# دم‌تکان شرقی
دُم‌تِکان شرقی (نام علمی: Sayornis phoebe) نام یک گونه از خانواده ژیان‌مرغ است.